# Iinuma Yokusai

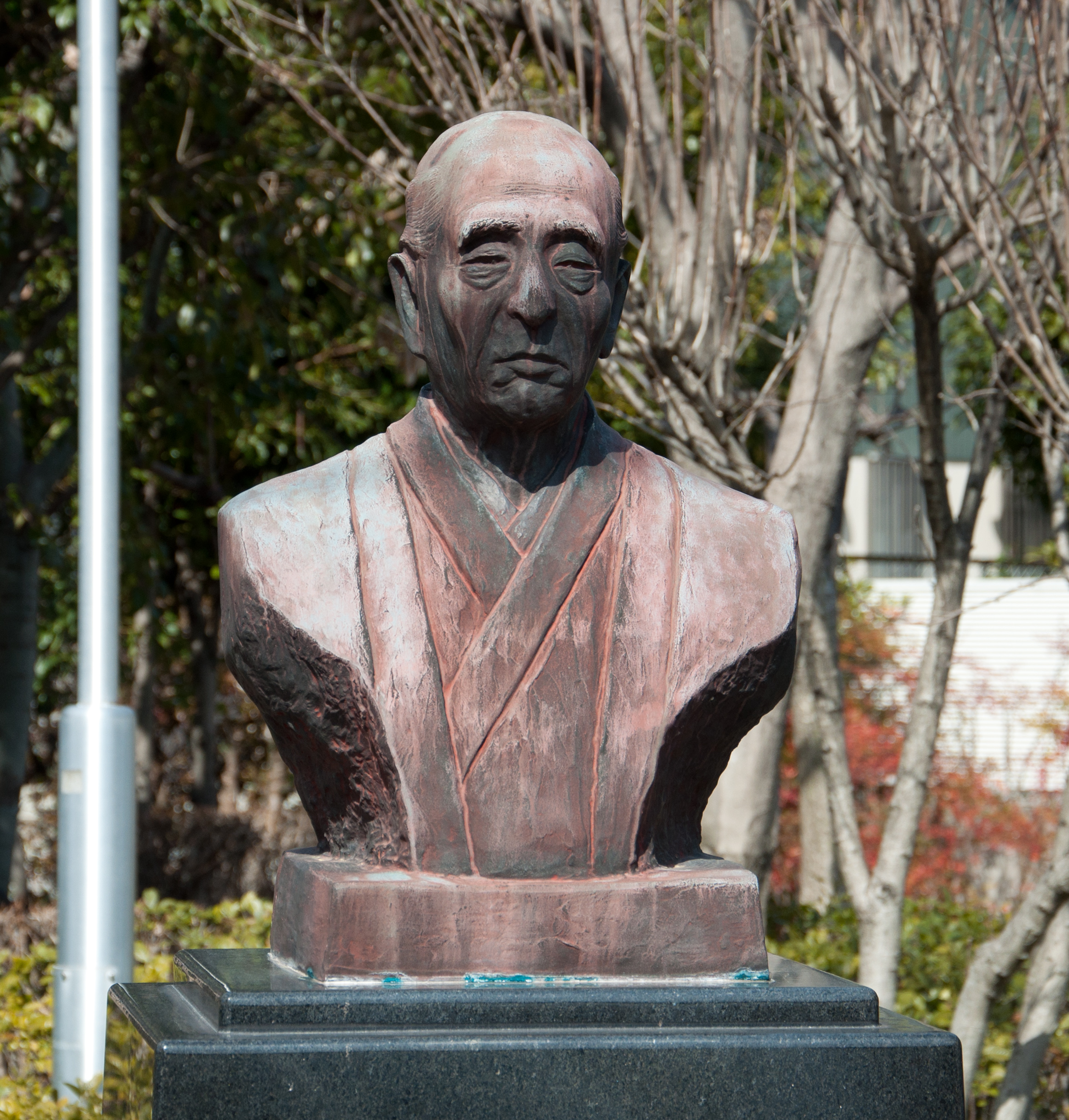
Iinua-Büste in Ōgaki

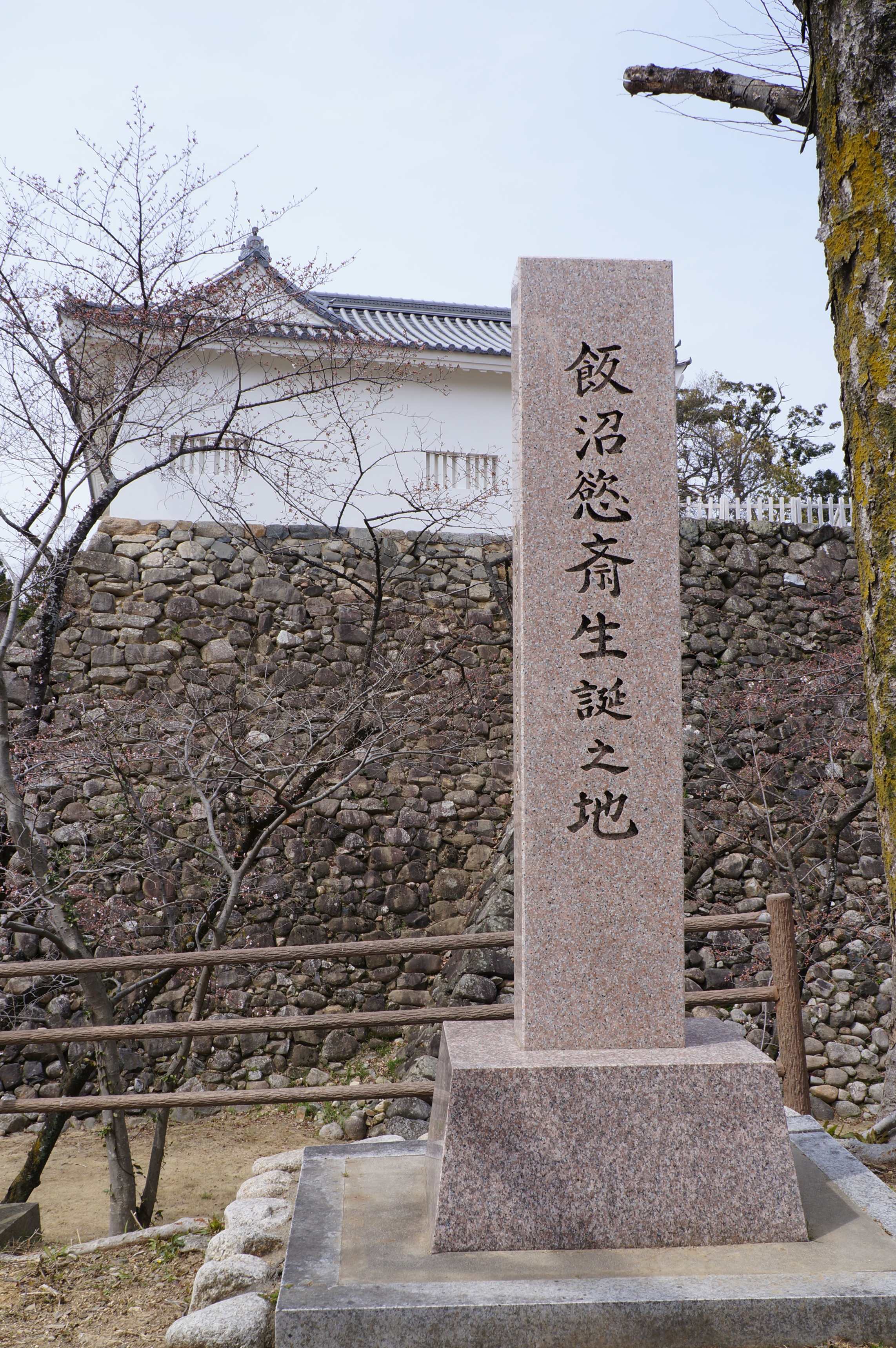
Gedenkstein

Iinuma Yokusai (japanisch 飯沼 慾歳; geboren 19. Juli 1782 in Kameyama (Provinz Ise); gestorben 27. Juni 1865) war ein japanischer Arzt und Botaniker.

## Leben und Wirken
Iinuma Yokusai studierte Medizin und wirkte in Mino in der Präfektur Gifu. Er erweiterte sein Wissen, indem er unter Udagawa Yoan westliche Wissenschaft, „Rangaku“ in Edo studierte. Honzogaku (本草学), also Botanik, studierte er unter Ono Ranzan (小野 蘭山; 1729–1810) und Mizutani Toyobumi (水谷 豊文; 1779–1833).
Sein Pflanzen-Atlas „Sōmoku zusetsu“ (草木図説), den er 1856 fertigstellte, weist in 20 Bänden 1215 Pflanzen nach. Er war der erste in Japan, der die Pflanzen nach dem Linné-Prinzip der Pflanzen-Klassifizierung (Species Plantarum) anordnete. Damit zeichnete sich das Ende des herkömmlichen japanischen Systems ab.